# Opius unicarinatus
Opius unicarinatus är en stekelart som beskrevs av Fischer 1959. Opius unicarinatus ingår i släktet Opius och familjen bracksteklar. Inga underarter finns listade i Catalogue of Life.